# Botteri's gors
Botteri's gors (Peucaea botterii) is een vogelsoort uit de familie Passerellidae.

## Verspreiding en leefgebied
De soort heeft ondersoorten:
- P. b. arizonae: de zuidwestelijke Verenigde Staten en noordwestelijk Mexico.
- P. b. texana: zuidelijk-centrale Verenigde Staten en noordoostelijk Mexico.
- P. b. goldmani: westelijk Mexico.
- P. b. botterii: zuidelijk deel van Centraal- en zuidelijk Mexico.
- P. b. petenica: zuidoostelijk Mexico, Belize en noordelijk Guatemala.
- P. b. spadiconigrescens: Honduras en noordoostelijk Nicaragua.
- P. b. vantynei: centraal Guatemala.
- P. b. vulcanica: westelijk Nicaragua en noordwestelijk Costa Rica.

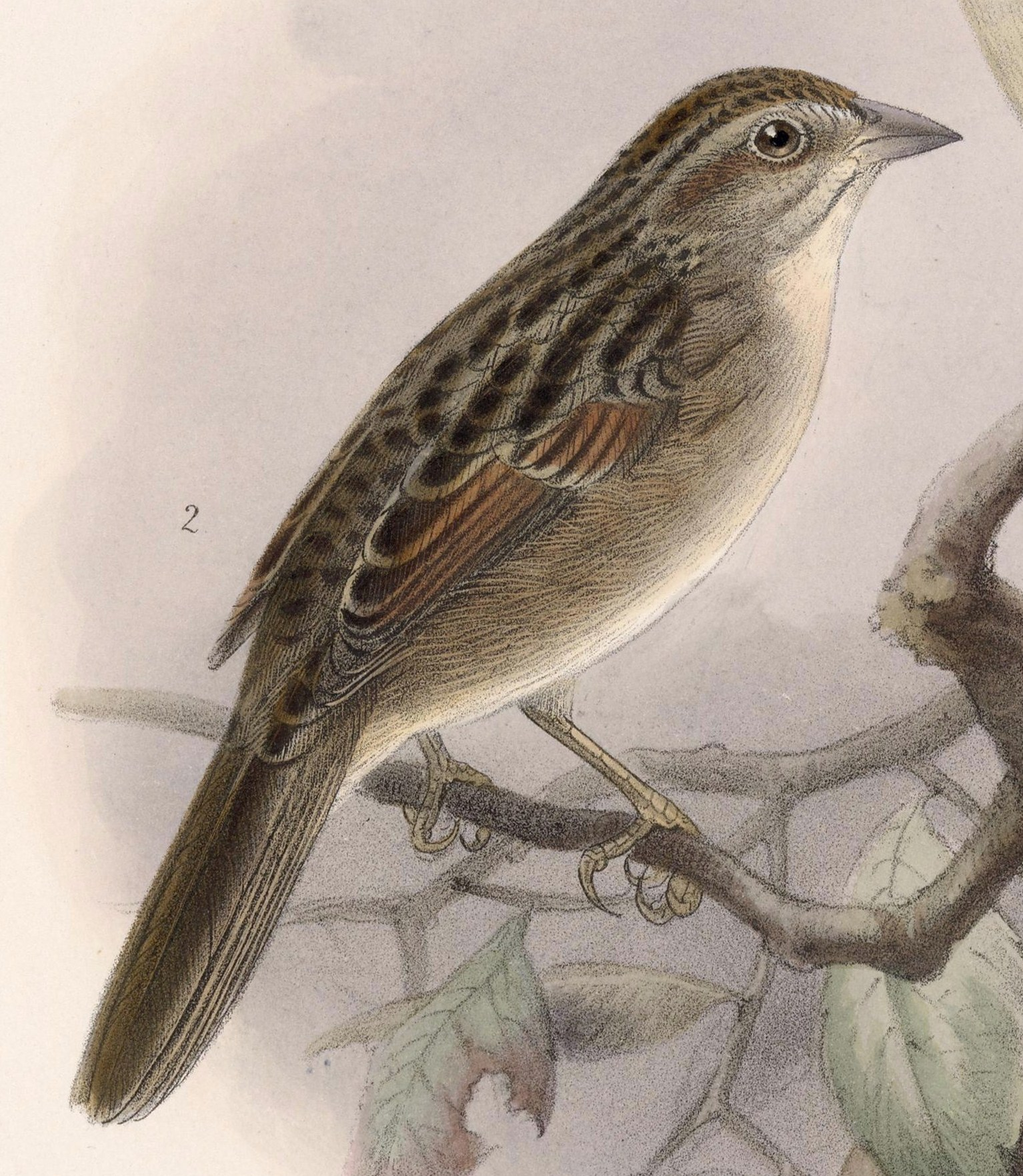
Botteri's gors (P. b. petenica)